# Anse à Digue
Anse à Digue – zatoka (ang. cove, fr. anse) zatoki Chéticamp Harbour w kanadyjskiej prowincji Nowa Szkocja, w hrabstwie Inverness; nazwa urzędowo zatwierdzona 17 czerwca 1975.